# العلاقات النيجرية الرومانية
العلاقات النيجرية الرومانية هي العلاقات الثنائية التي تجمع بين النيجر ورومانيا.

## مقارنة بين البلدين
هذه مقارنة عامة ومرجعية للدولتين:
| وجه المقارنة                                              | النيجر          | رومانيا                                                                               |
| --------------------------------------------------------- | --------------- | ------------------------------------------------------------------------------------- |
| المساحة (كم2)                                             | 1.27 مليون      | 238.40 ألف                                                                            |
| عدد السكان (نسمة)                                         | 21.48 مليون     | 19.59 مليون                                                                           |
| الكثافة السكانية (ن./كم²)                                 | 16.91           | 82.17                                                                                 |
| العاصمة                                                   | نيامي           | بوخارست                                                                               |
| اللغة الرسمية                                             | لغة فرنسية      | اللغة الرومانية                                                                       |
| العملة                                                    | فرنك غرب أفريقي | ليو روماني                                                                            |
| الناتج المحلي الإجمالي (بليون دولار)                      | 8.12 مليار      | 211.80 مليار                                                                          |
| الناتج المحلي الإجمالي (تعادل القوة الشرائية) بليون دولار | 19.01 مليار     | 465.56 مليار                                                                          |
| الناتج المحلي الإجمالي الاسمي للفرد دولار أمريكي          | 358             | 9.47 ألف                                                                              |
| الناتج المحلي الإجمالي للفرد دولار أمريكي                 | 938             | 23.63 ألف                                                                             |
| مؤشر التنمية البشرية                                      | 0.348           | 0.793                                                                                 |
| رمز المكالمات الدولي                                      | +227            | +40                                                                                   |
| رمز الإنترنت                                              | .ne             | .ro                                                                                   |
| المنطقة الزمنية                                           | ت ع م+01:00     | ت ع م+02:00، ت ع م+03:00، أوروبا/بوخارست ‏، توقيت شرق أوروبا، توقيت شرق أوروبا الصيفي ‏ |

## منظمات دولية مشتركة
يشترك البلدان في عضوية مجموعة من المنظمات الدولية، منها:
| علم المنظمة | اسم المنظمة                               | تاريخ انضمام النيجر | تاريخ انضمام رومانيا |
| ----------- | ----------------------------------------- | ------------------- | -------------------- |
|             | مؤسسة التنمية الدولية                     | 24 أبريل 1963       | 12 أبريل 2014        |
|             | يونسكو                                    | 10 نوفمبر 1960      | 27 يوليو 1956        |
|             | مؤسسة التمويل الدولية                     | 7 يناير 1980        | 23 سبتمبر 1990       |
|             | منظمة حظر الأسلحة الكيميائية              | ?                   | ?                    |
|             | الأمم المتحدة                             | 20 سبتمبر 1960      | 14 ديسمبر 1955       |
|             | الاتحاد الدولي للاتصالات                  | 14 نوفمبر 1960      | 9 فبراير 1866        |
|             | منظمة الشرطة الجنائية الدولية             | ?                   | ?                    |
|             | البنك الدولي للإنشاء والتعمير             | 24 أبريل 1963       | 15 ديسمبر 1972       |
|             | الاتحاد البريدي العالمي                   | ?                   | ?                    |
|             | المركز الدولي لتسوية المنازعات الاستشارية | 14 ديسمبر 1966      | 12 أكتوبر 1975       |
|             | وكالة ضمان الاستثمار متعدد الأطراف        | 10 مايو 2012        | 10 سبتمبر 1992       |
|             | منظمة التجارة العالمية                    | ?                   | 1995                 |
|             | الفريق المعني برصد الأرض                  | ?                   | ?                    |

## وصلات خارجية
- موقع وزارة الخارجية الرومانية